# Peggy Cass
Mary Margaret "Peggy" Cass, född 21 maj 1924 i Boston, Massachusetts, död 8 mars 1999 i New York, var en amerikansk skådespelerska.

## Utmärkelser
Cass har bland annat vunnit ett Tony Award för bästa kvinnliga birollsinnehavare i en pjäs 1957.

## Roller i urval
- 1952 – Kär och galen
- 1958 – Min fantastiska tant
- 1959 – Alfred Hitchcock presenterar (TV-serie) (1 avsnitt)
- 1969 – Om det är tisdag - då måste detta vara Belgien
- 1980 – Kärlek ombord (TV-serie) (2 avsnitt)
- 1983 – Hotellet (TV-serie) (1 avsnitt)
- 1989 – Major Dad (TV-serie) (1 avsnitt)
- 1995 – Zoya (TV-film)